# シマスズメノヒエ
シマスズメノヒエ（島雀の稗、学名: Paspalum dilatatum）は、イネ科スズメノヒエ属の多年生の草本。南アメリカ原産であるが、現在の日本ではごく広く普通に見られる雑草。アルゼンチンではパンパの多年草として広く見られる。踏みつけに強く、芝生地にもよく侵入する。牧草としてもよく利用される。この類では大きくなる方で、穂も大きくてよく目立つ。穂に毛が多いのが特徴となっている。
和名は、日本では小笠原諸島で最初に発見されたためとの説と、果実に縞があるためとの説が流布している。ダリスグラスともいう。

## 形態・生態
株立ちになり、匍匐枝は持たない。草丈は50〜150cm（〜180cm）になる。茎は直立、またや斜めに伸びる。
葉身は長さ10〜30cm、幅は3〜12mm、緑色で草質。葉身は無毛だが、葉鞘の口部には毛があり、また、基部の葉鞘には開出した毛がある。葉舌は淡褐色を帯び、高さ2〜4mm。
長い花茎の先の方に太い穂を少数つける。花期は7〜11月。茎の先端近くから間をおいて3-6（7）個の総（小穂のついた花軸）をつける。総は長さ5〜9cmで、花茎に対して大きく角度をつけて開出、またはやや垂れる。小穂は2〜3列に並ぶ。小穂は卵形で先端がとがり、長さは3〜3.5mm、緑色で縁に絹糸状の長い毛が多数出る。第1包穎は退化して無くなっており、第2包穎は小穂と同大、花軸側にあって背面にややふくらみ、3脈があり、縁には長毛がある。第1小花は不稔で、護穎は第2包穎と同大だが扁平、縁にはやはり長毛がある。稔性のある第2小花は小穂よりやや小さく、護穎は平滑で革質、縁が巻き込んで果実を包む。柱頭と葯はどちらも黒紫色でよく目立つ。

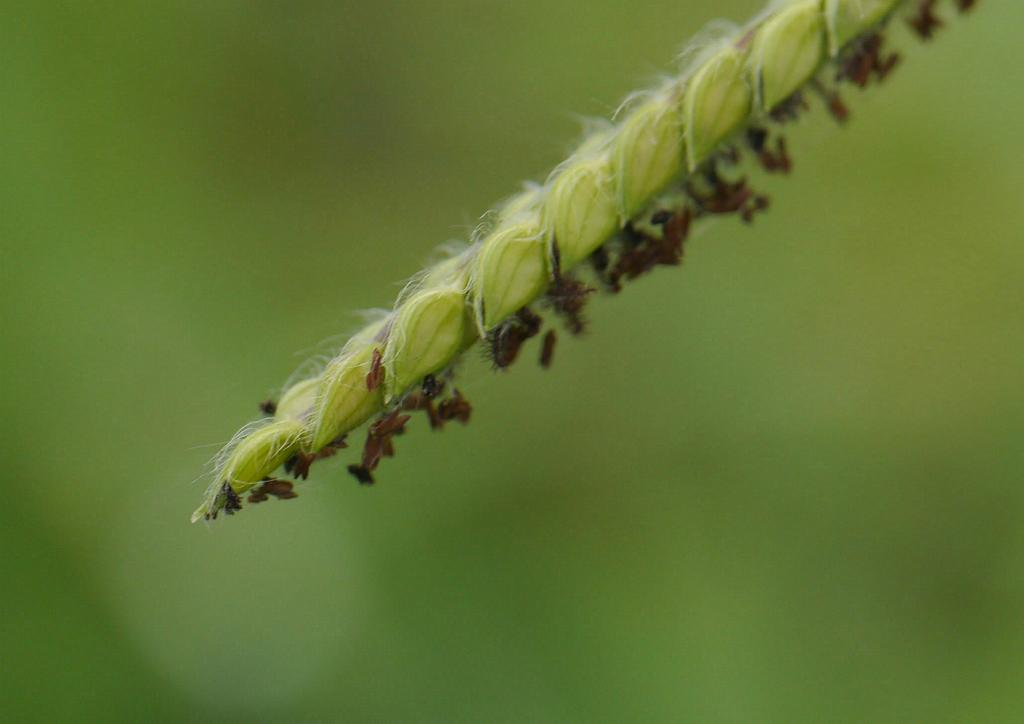
穂の拡大（小穂の長毛が見える）

### 類似種との区別
日本産の種ではスズメノヒエにやや似るが、葉に毛が多いこと（本種はほぼ無毛）、小穂に細かい毛しかないこと（本種では長い毛が多い）などで区別できる。小穂に長い毛が多い点ではタチスズメノヒエがよく似ており、小穂の形も似ているが、長さ2〜2.7mmと本種より小さく、また総の数が10〜20本とずっと多く、また開出しないで束状になって立つ傾向が強いことではっきり区別できる。

### 性質
雑草としては、この種は特に踏みつけに対する耐性が強く、典型的な踏み跡植物と見ることができる。レクリエーションなどに利用される芝生においてもその出現頻度が高く、そのような場所に出現するものの中でも踏みつけ耐性の高いものの一つと考えられている。その程度はミチヤナギやカゼクサには及ばないものの、ギョウギシバやスズメノカタビラと同程度である。実験的には踏みつけにより、草丈は抑制されるが、翌年に再発生する率が上昇し、むしろ踏みつけにより寿命が延びるのではないかとされる。
この種の花粉は一般的な風媒花のそれに比べてやや大きく、あまり遠くまで飛散しない。また花粉が固まりを作る傾向もこれに関わる。また、孤独性のハナバチであるコハナバチ科のハチがこの花から花粉を集めるという観察などもあり、この種が風媒花であるとともに虫媒花の性質を持つのではないかとの説がある。なお、アポミクシスで繁殖することも知られる。
この種はパンパにおいて、氾濫の起きないところから定期的に数か月にわたって冠水する場所にわたる幅広い条件で生育している。それらの条件に対して、この植物は解剖学的構造を変えることで対応している。冠水に対しては根や葉鞘の通気組織を増加させ、干ばつに対しては後生木部の道管の径を減少させる。また、根毛については、冠水に対してはそれを減少させ、干ばつに対してはそれを増加させる。

## 分布
原産は南アメリカ（ブラジルおよびアルゼンチン）で、北アメリカ南部をはじめ、世界の暖地に広く帰化している。日本では帰化植物。日本では最初の発見が1915年、小笠原であったが、第二次大戦後に急速に広がり初め、現在では関東以西 の本州から琉球列島にまで生育している。本州では緑化用に利用されたことで急速に広がった。
原産地の南アメリカの草原ではごく普通な種の一つであり、原産地のアルゼンチンでは氾濫の起きるパンパにおいては広い範囲で優占している。日本では草地や路傍などによく出現し、ごく普通に見られる。

## 人間との関わり

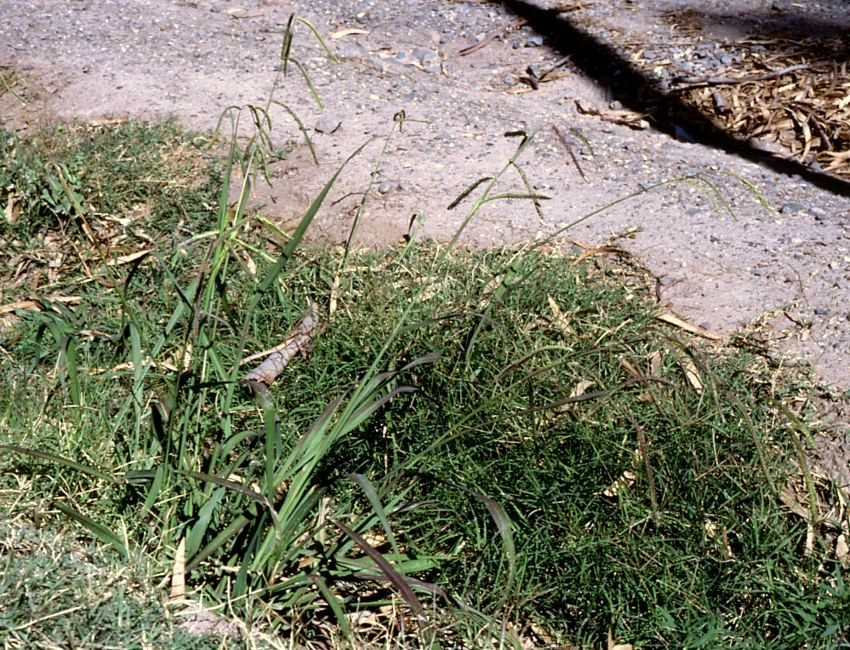
芝生に生える様子

日本においては普通に見られる雑草である。沖縄ではパイナップル畑の雑草として注目される。また、上記のように芝生に侵入しがちな雑草である。この点は日本では問題にされることは多くないが、西洋では芝生を荒れさせる雑草としてとても重視されている。それによると、この種は芝生の雑草ではもっとも管理の難しいものの一つであり、場合によっては芝生そのものを張り直すのがもっとも効果的である。
他方、牧草として用いられ、その方面での呼称は「ダリスグラス」である。よく似たタチスズメノヒエより家畜に好まれるとのこと。